# Freihofsiedlung

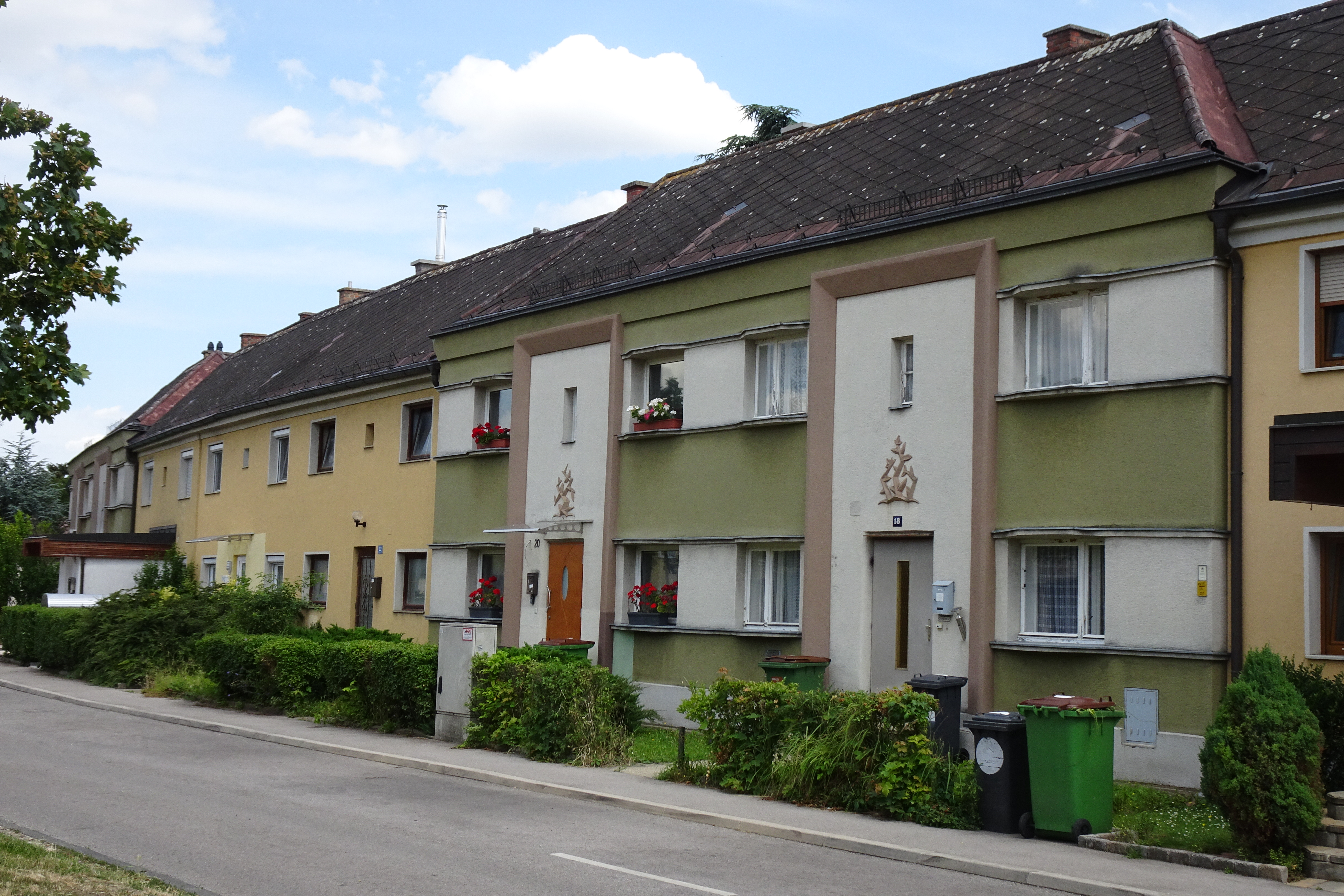
Reihenhäuser in der Polletstraße

Die Freihofsiedlung oder Siedlung am Freihof ist eine Siedlungsanlage im 22. Wiener Gemeindebezirk Donaustadt, Bezirksteil Kagran. Sie ist größtenteils genossenschaftlich, einige Teile sind aber auch kommunal, insbesondere zwei Wohnhäuser innerhalb der Siedlung. Sie wurde 1923–1927 von Karl Schartelmüller erbaut, später mehrmals erweitert und ist die größte Gartenstadtanlage Wiens, die aus der Siedlerbewegung nach dem Ersten Weltkrieg hervorgegangen ist. Benannt ist sie nach der Straße Am Freihof, die ihrerseits nach dem ehemaligen Kagraner Freihof (heute Gasthof Napoleon, Kagraner Platz 33) benannt ist.

## Lage und Charakteristik

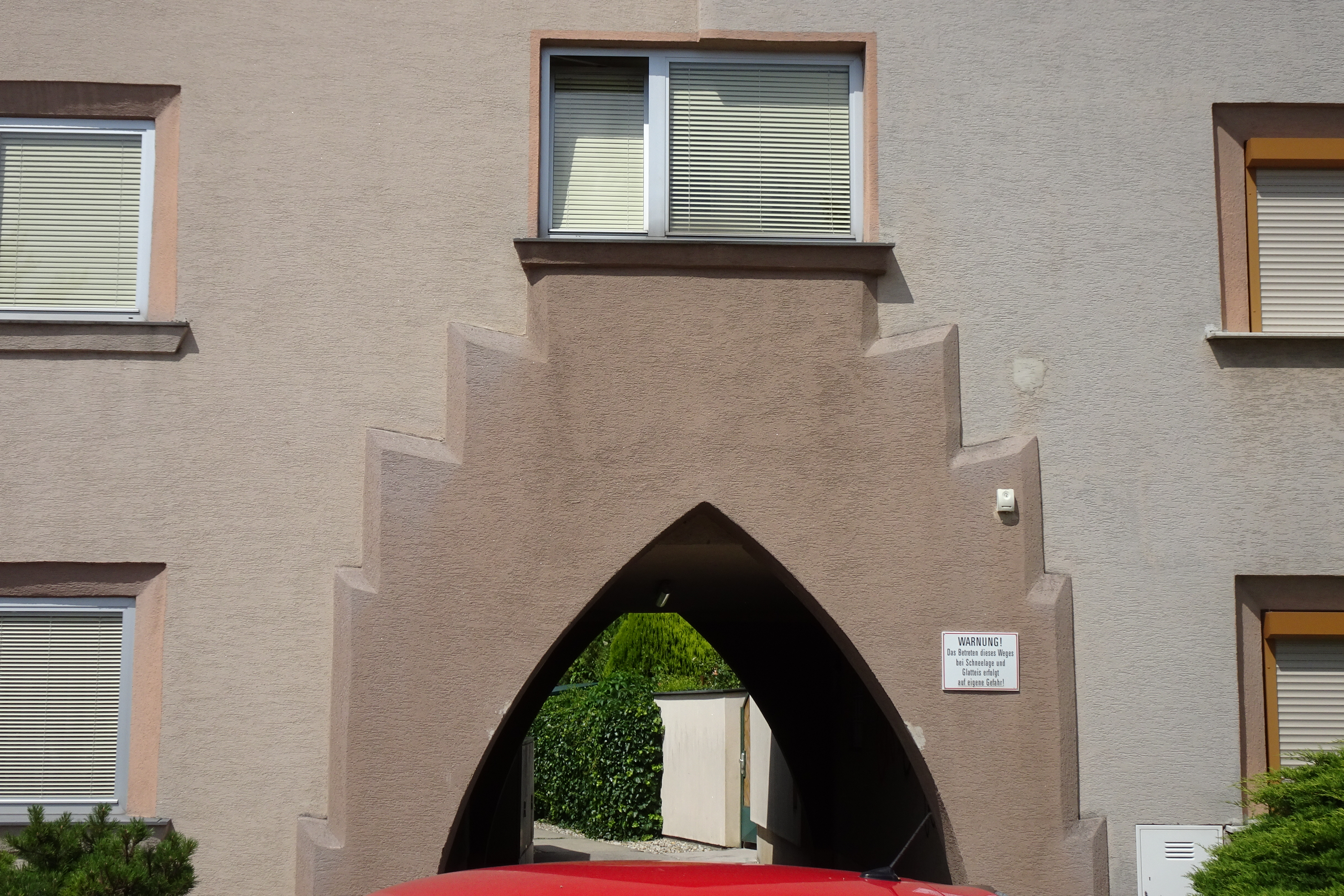
Durchgang durch das Haus Rosenhof 18–19

Die Siedlung bildet ein ganzes Stadtviertel, in dem zahlreiche Straßen verlaufen. Im Norden zum alten Ortskern von Kagran hin ist die Siedlung durch die Straße Am Freihof begrenzt, die der Siedlung auch ihren Namen gab. Im Osten sind die Afritschgasse und die Siebenbürgerstraße die Grenze, wobei der gartenstadtartige Bereich südlich der Steigenteschgasse bis zur Pogrelzstraße ausgreift. Im Süden bildet der Kagraner Anger die Grenze, im Westen ist der Verlauf komplizierter, man kann aber Natorpgasse, Maurichgasse und Komzakgasse als westliche Begrenzungen annehmen. Hauptachsen innerhalb der Siedlung sind die Steigenteschgasse und die halbkreisförmige Polletstraße, eine Art Zentrum bildet der Mergenthalerplatz. Dieser ist über die Kraygasse mit dem Kagraner Platz verbunden.
Generell sind die Straßen nicht rasterförmig angelegt, sondern unregelmäßig und teilweise gekrümmt oder ums Eck laufend. Einige Quergassen enden in platzartigen Verbreiterungen bzw. „Höfen“ (Brunnenhof, Jakob-König-Hof, Rosenhof) oder haben platzartige Ausbuchtungen, von denen der Brodschekhof am Heckenweg die größte ist. Eine direkte Beeinflussung Schartelmüllers durch Camillo Sitte ist nicht nachweisbar, die Freihofsiedlung passt aber sehr gut zu dessen städtebaulichen Überlegungen, die in Wien durchaus bekannt waren und rezipiert wurden. Entlang der Straßen befinden sich lange Fronten von zweistöckigen Reihenhäusern mit Gärten an der hinteren Seite.
Durch zahlreiche Veränderungen der folgenden Jahrzehnte ist die ursprüngliche ästhetische Nähe zu den gleichzeitigen Gemeindebauten der frühen („expressionistischen“) Phase abgeschliffen worden, zeigt sich aber noch in einigen Details.

## Geschichte
Keimzelle war eine (ursprünglich Siedlung Kagran genannte) kommunale Siedlungsanlage für Bedienstete der Straßenbahn und von Gas- und E-Werk, die 1923 errichtet wurde. Dabei wurden Kleingärten verdrängt, wobei die Kleingartenvereine sich nun ihrerseits zu Siedlergenossenschaften zusammenschlossen und in ihrem bisherigen Gelände siedeln wollten. Auch die Genossenschaft „Mein Heim“, die in ihrer Siedlung in der Schwarzlackenau nicht genügend Raum für alle Siedler hatte, war am Areal der späteren Siedlung interessiert. Letztlich waren die Genossenschaften „Mein Heim“, „Aus eigener Kraft“ und „Am Freihof“ beteiligt, die vom Siedlungsamt der Stadt Wien koordiniert wurden. Gebaut wurden dabei in den Jahren 1924–1927 687 Häuser mit 1014 Wohnungen. Eine projektierte nochmalige Erweiterung um 2200 Wohneinheiten kam in dieser Form dann aber nicht mehr zustande.

### Erweiterung an der Marangasse
Eine Erweiterung erfolgte dann 1938, die auch noch von Schartelmüller geplant wurde. Sie befindet sich südlich des Hauptteils zwischen Marangasse und Kagraner Anger und steht unter Denkmalschutz (Listeneintrag). Hier herrschen ebenerdige Doppelhäuser vor, die Gärten sind etwas kleiner als im älteren Teil. Sie hatte auch den Zweck, Parteimitglieder der NSDAP zu versorgen und wurde daher im Volksmund auch SA-Siedlung genannt.

### Erweiterung östlich der Siebenbürgerstraße (Siedlung Kagran)
Eine Erweiterung östlich der Siebenbürgerstraße, mit Larwingasse und östlicher Steigenteschgasse als Hauptachse wurde 1948–1950 von der Gesiba errichtet. Sie wird nicht immer zur Freihofsiedlung dazugezählt und oft als eigene Siedlung aufgefasst, dann wird sie verwirrenderweise Siedlung Kagran genannt. Architekten waren Wilhelm Kroupa und Friedrich Lang. Es gibt sowohl eingeschoßige alleinstehende Häuser als auch zweigeschoßige Reihenhäuser. Die alleinstehenden Bauten werden dabei bereits durch Garagenanbauten verbunden. In der als Hauptachse geplanten Steigenteschgasse befinden sich dreigeschoßige Wohnblöcke, die im als Geschäftszone konzipierten Teil vor dem Erdgeschoß Arkadengänge vorgelagert haben.

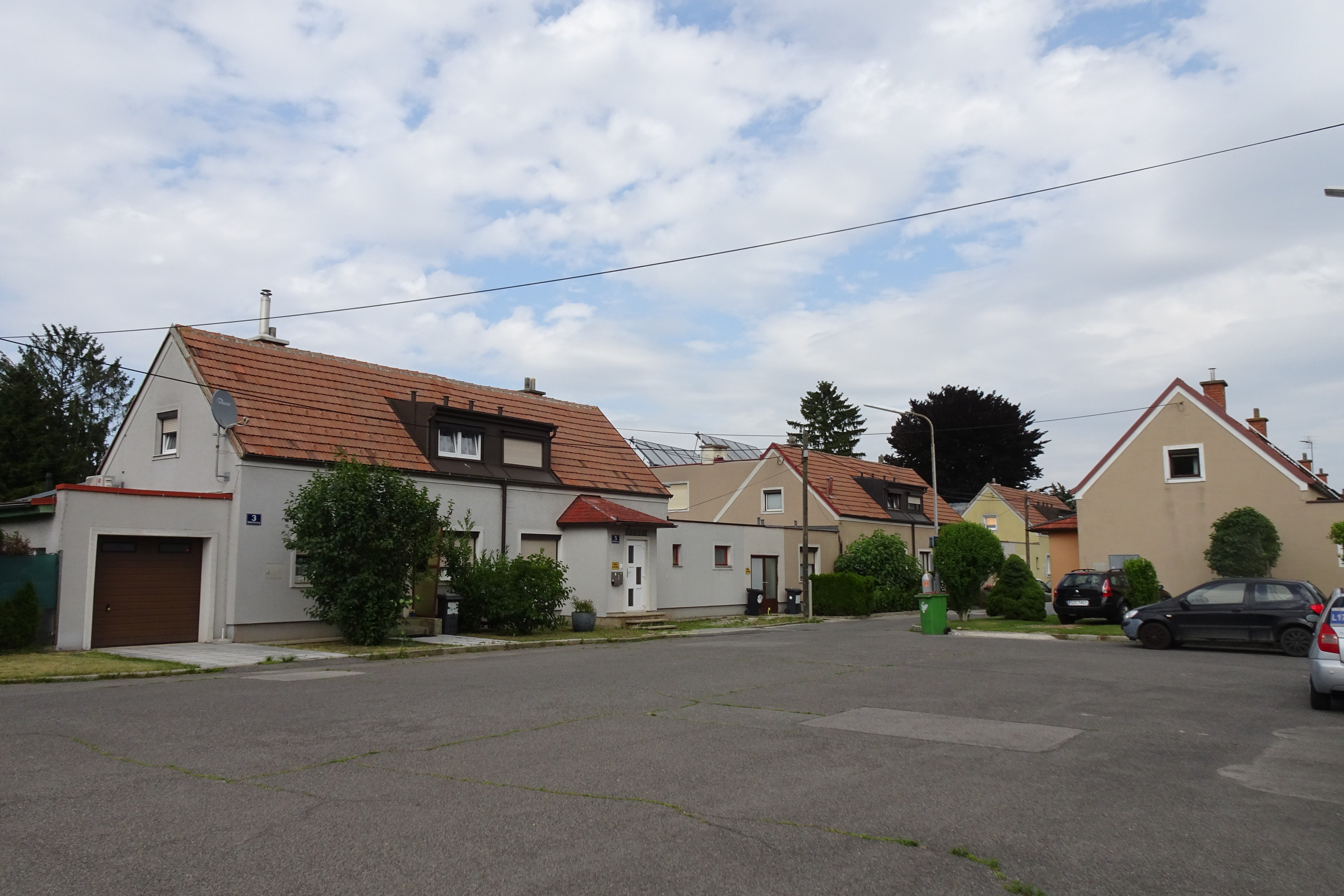
Wollekweg (Erweiterung 1938)
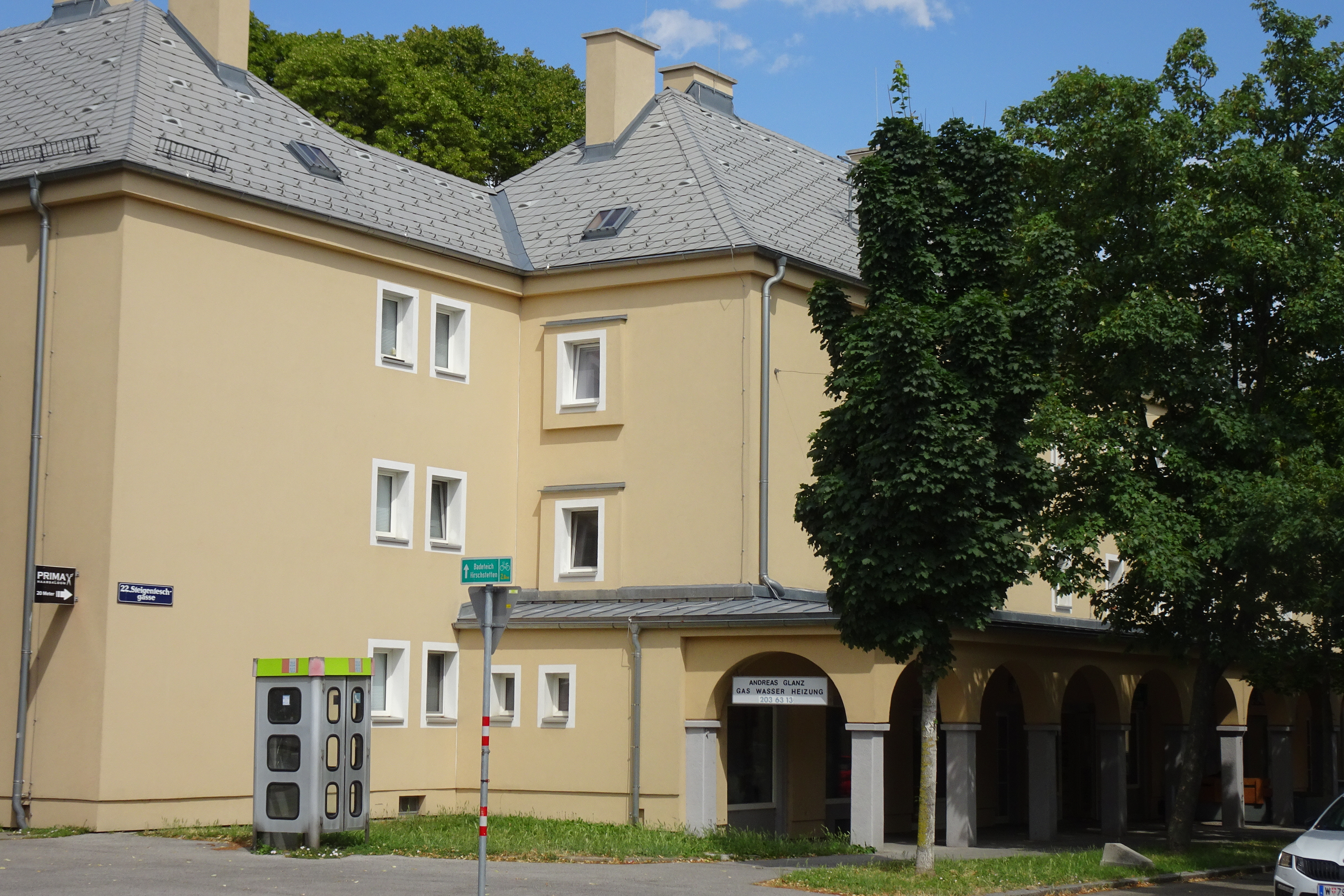
Wohnblock mit Arkaden in der Steigenteschgasse (Siedlung Kagran)

## Besondere Gebäude
Es befinden sich innerhalb der Siedlung auch größere Gebäude, deren Charakter damit von den übrigen Siedlungshäusern abweicht. Es sind dies neben einem aus den 1950ern stammenden Wohn- und Verwaltungsgebäude am Mergenthalerplatz 8 (an das das Veranstaltungslokal Orpheum, Steigenteschgasse 94b, angeschlossen ist) und den Wohnblöcken in der Steigenteschgasse aus der Erweiterung der 1950er zwei Wohnhäuser und ein Schulgebäude. Ferner gibt es eine Art Kopfgebäude am westlichen Ende der Anlage zum Mälzelplatz hin, wo der Beschreibungstext zur Anlage angebracht ist. Die nachfolgend beschriebenen Gebäude stammen allesamt von Karl Schartelmüller.

### Mergenthalerplatz 1
Das Gebäude aus dem Jahr 1923  mit 16 Wohnungen hat einen L-förmigen Grundriss, durch den der Platz teilweise gebildet wird, davor befindet sich eine kleine Grünfläche. Die Geschäftszone im Erdgeschoß ist mit Klinker ausgekleidet und so vom Wohngeschoß abgehoben. Über dem Gebäude befindet sich ein durchgehendes Walmdach, das von einer dacherkerartigen Erhöhung des mittleren Stiegenhauses durchbrochen ist. Das Gebäude steht unter Denkmalschutz (Listeneintrag).

### Steigenteschgasse 136–140
Die Gestaltung des am östlichen Rand der Freihofsiedlung liegenden Baus mit 24 Wohnungen aus dem Jahr 1924 entspricht größtenteils dem am Mergenthalerplatz. Die Geschäftszone ist nicht durchgehend, dafür ist ein Eingangstor aufwändig mit Klinkern ausgekleidet. Das Stiegenhaus tritt scharnierartig halbrund hervor. An den Hausecken sind jeweils zwei Fenster innerhalb von einrahmenden Gesimsen miteinander verbunden. Auch dieser Bau steht unter Denkmalschutz (Listeneintrag).

### Volks- und Hauptschule
An der Ecke Natorpgasse/Josef-Sickinger-Gasse befindet sich ein 1930–1933 errichtetes Schulgebäude, das zugleich das südwestliche Ende der Siedlung markiert. Der Stil ist bereits sachlicher als der der übrigen Siedlung. Es ist ein kubischer, zweigeschoßiger Bau mit großen Sprossenfenstern. Der abgesetzte Eckrisalit, in dem die Verwaltung untergebracht ist, ist in der Sockelzone mit Klinker ausgekleidet, die Fenster am Eck sind mit umlaufenden Gesimsen zusammengefasst. Auch die Schule steht unter Schutz (Listeneintrag).

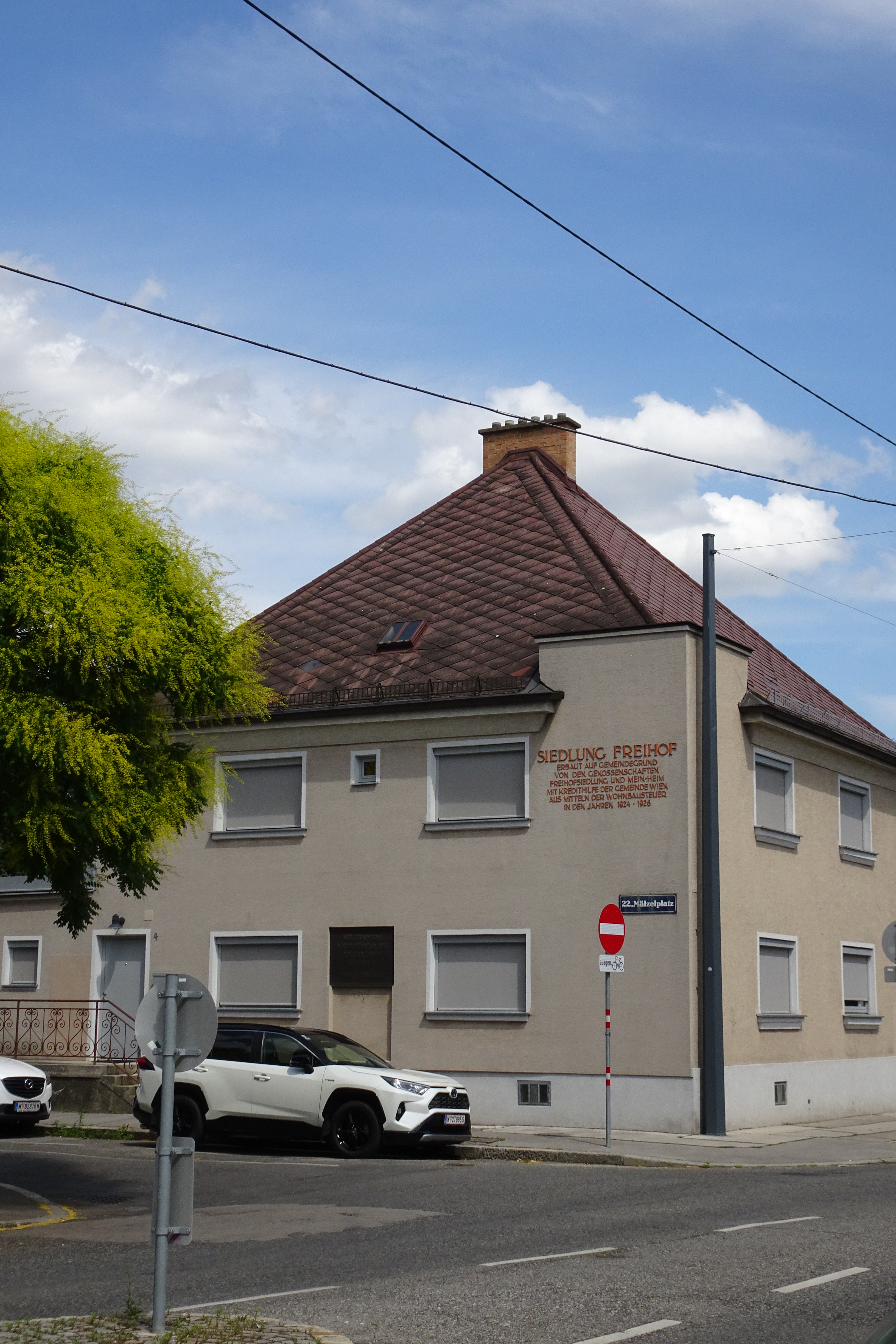
„Kopfgebäude“ am Mälzelplatz
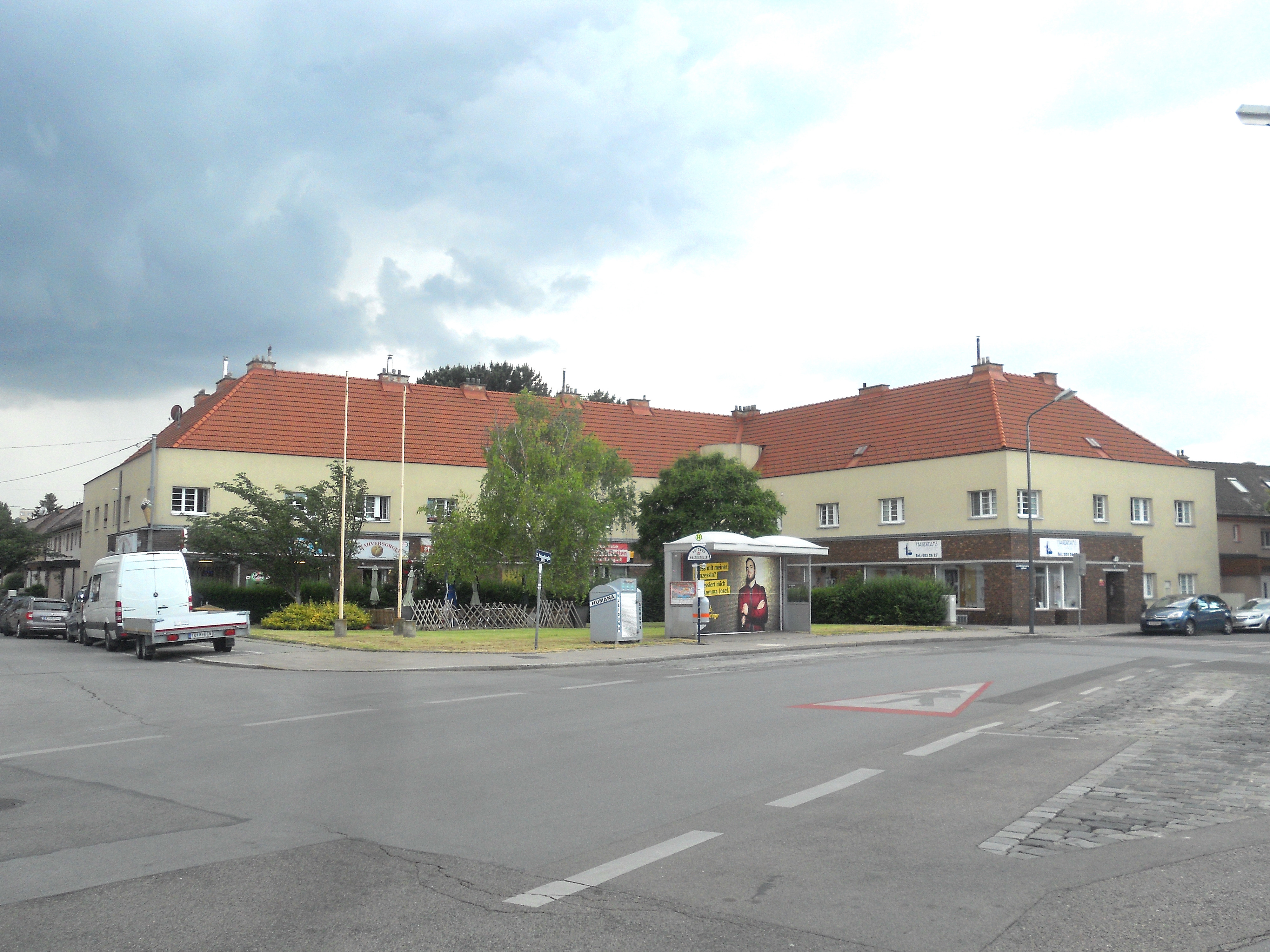
Mergenthalerplatz 1
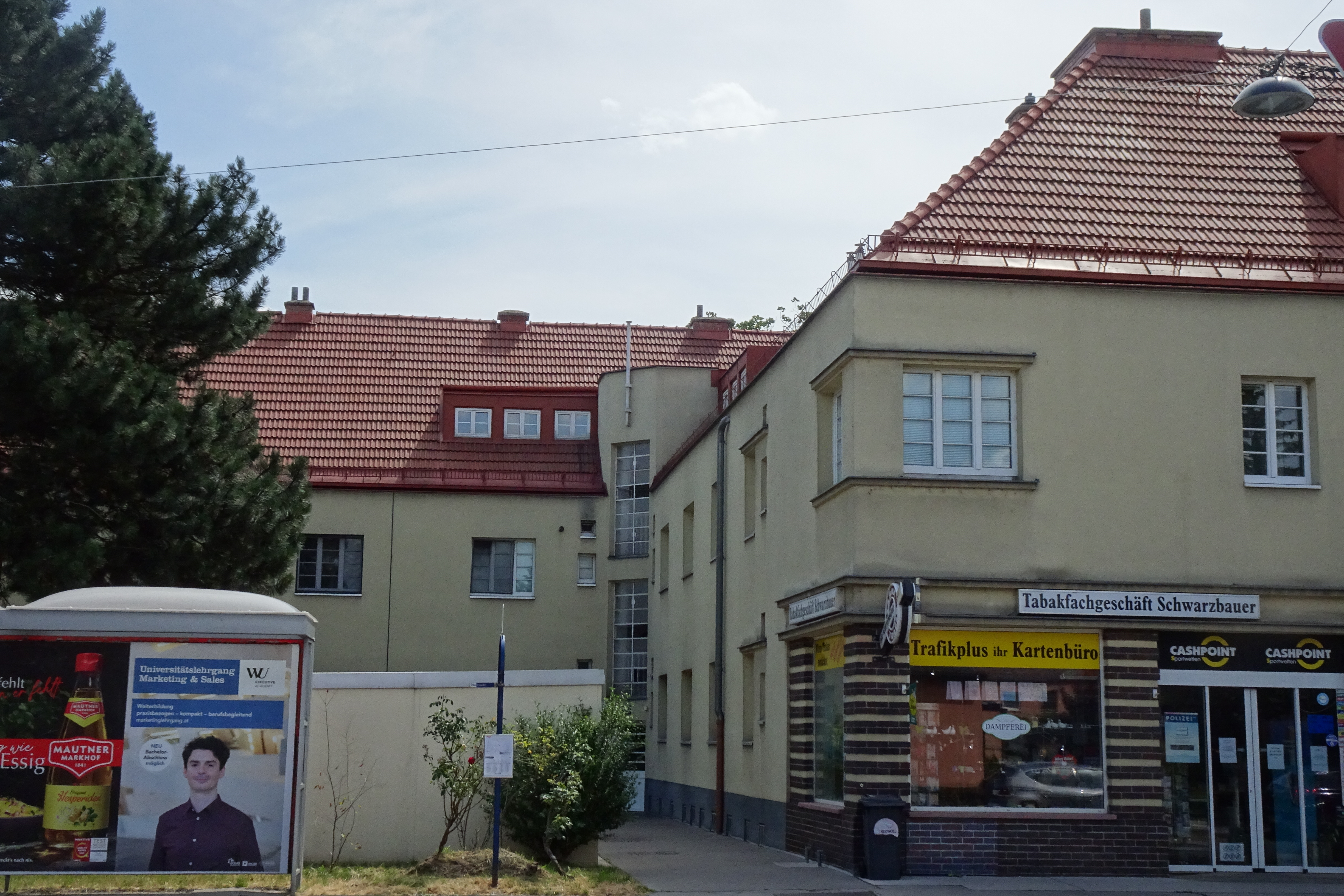
Steigenteschgasse 136–140
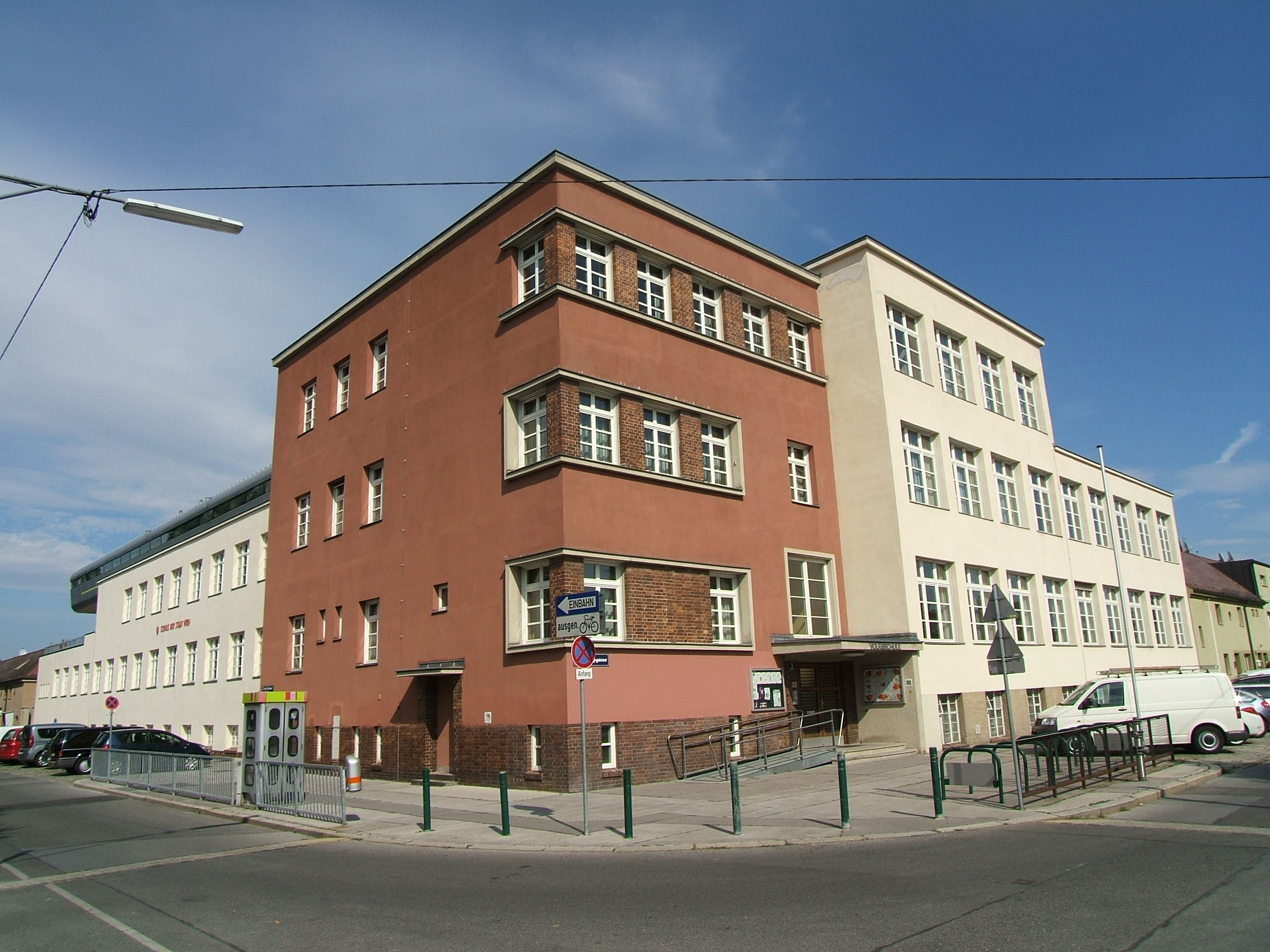
Die Schule

## Kunstwerke
Im Brunnenhof befindet sich der namensgebende Brunnen, der als solcher nicht mehr funktional ist. Er besteht aus einem  kubischen Block und einer daraufliegenden Frauenfigur. Er steht unter Denkmalschutz (Listeneintrag).
In der Erweiterung der 1950er (Siedlung Kagran), in der Larwingasse, befindet sich der Gänsebrunnen von Mario Petrucci. Er besteht aus drei Bronzefiguren auf gemauerten Sockeln. In der Mitte wird eine Gans von zwei Putti gehalten, dies wird von zwei weiteren Gänsefiguren flankiert. Damit soll an die einst renommierte Kagraner Geflügelzucht erinnert werden.
Am Wohn- und Verwaltungsgebäude Mergenthalerplatz 8 befindet sich ein Wandmosaik von Hans Robert Pippal, das allegorische Figuren der vier Jahreszeiten zeigt.

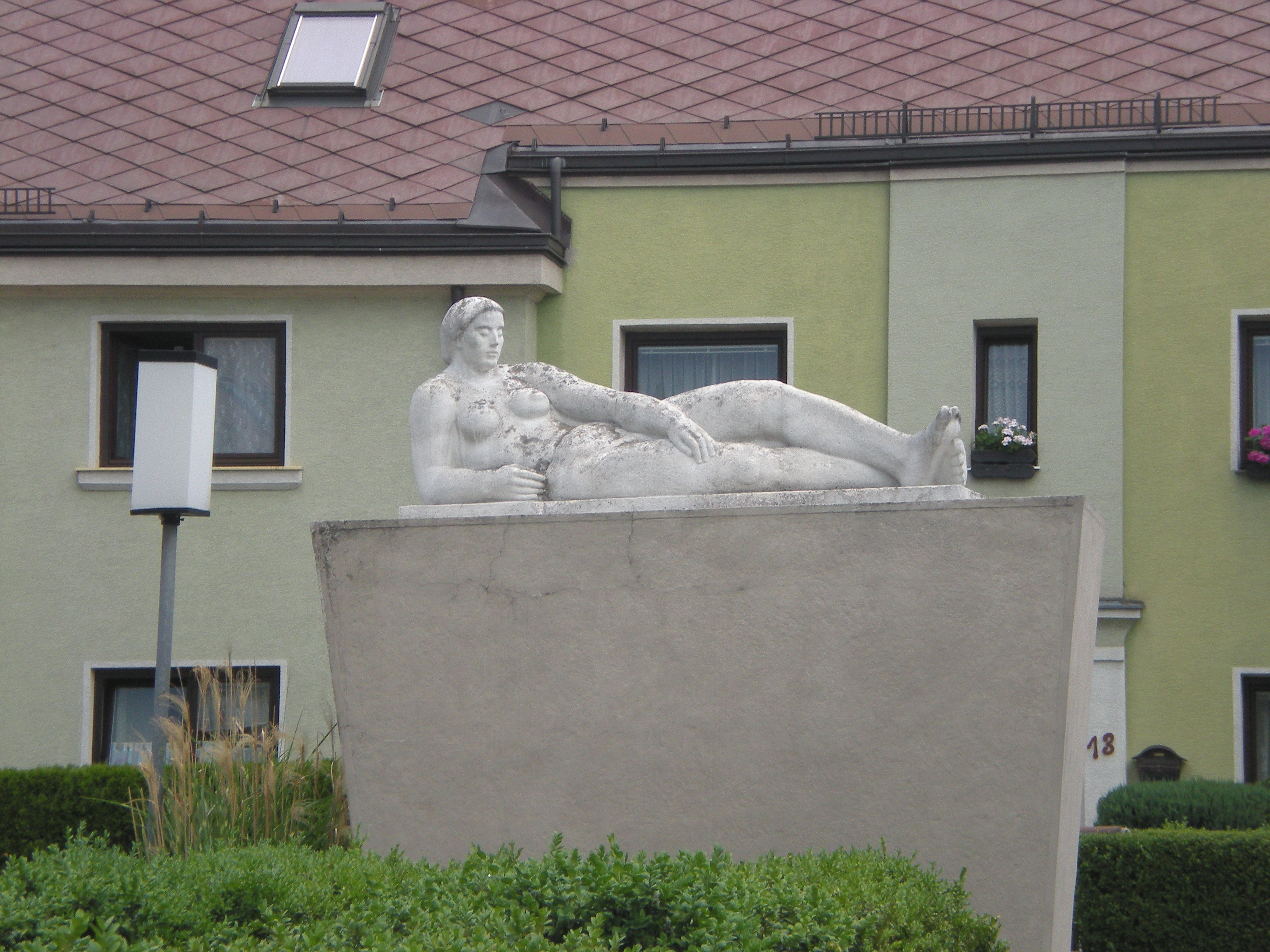
Brunnen im Brunnenhof
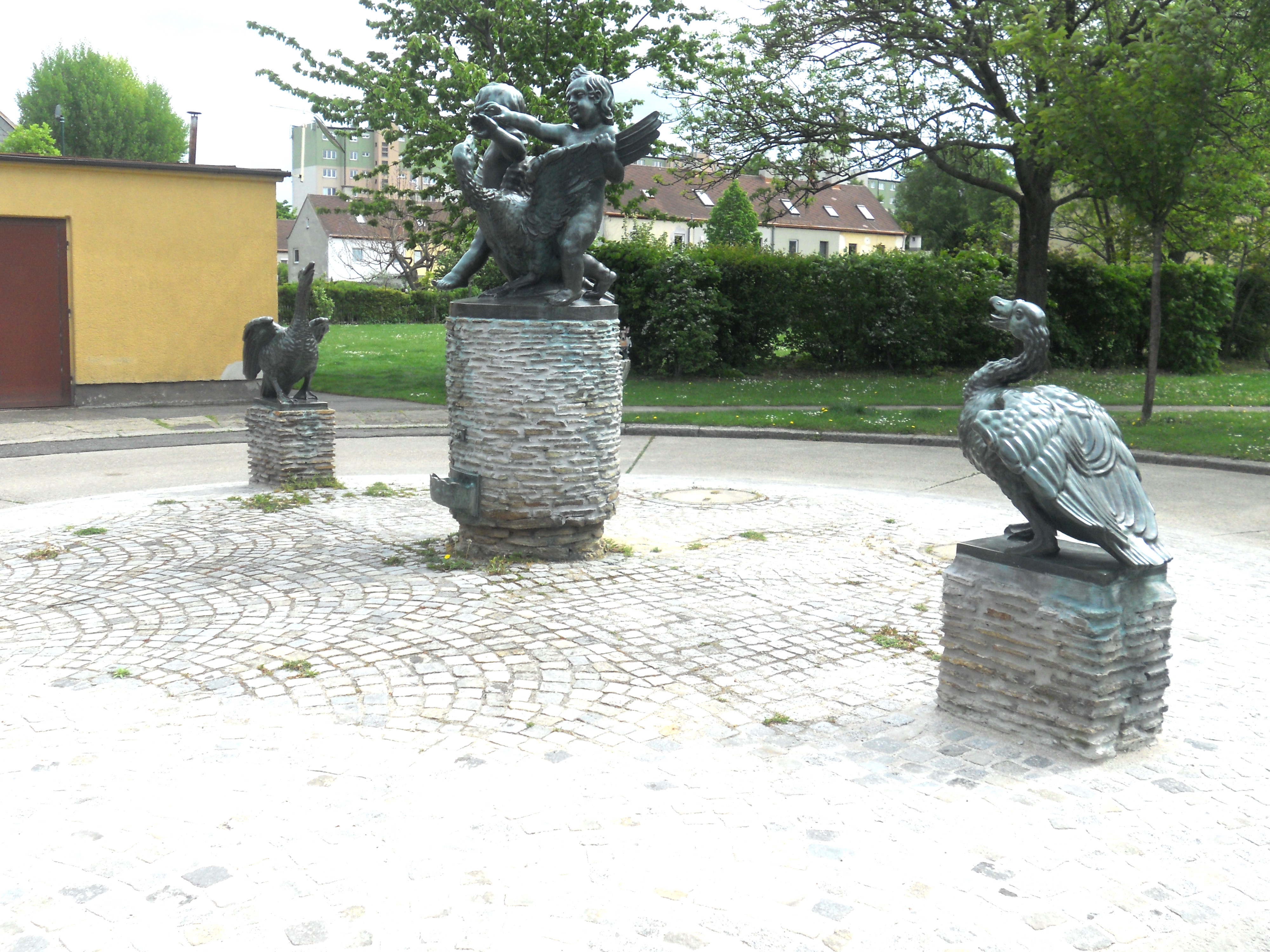
Gänsebrunnen (Siedlung Kagran)